# Les Carnets du bourlingueur
 (décembre 2014).
Si vous disposez d'ouvrages ou d'articles de référence ou si vous connaissez des sites web de qualité traitant du thème abordé ici, merci de compléter l'article en donnant les références utiles à sa vérifiabilité et en les liant à la section « Notes et références ».
Les Carnets du bourlingueur est une émission de télévision diffusée en Belgique sur La Une et La Deux (RTBF).

## Description
Dans le "Magazine de la découverte", présenté par Philippe Lambillon, on peut découvrir des extraits de documentaires, mais aussi des conseils de survie aux aventuriers aussi insolites qu'efficaces.
Les séquences de conseils de survie ont la particularité d'être réalisé avec comme acteurs les habitants des régions visités.
L'émission fête le 30 décembre 2015 ses 25 ans.
L'émission s'arrête le 17/04/2021, après 30 ans et 500 numéros. 